# Municipio de Pleasant (condado de Monroe)
El municipio de Pleasant (en inglés: Pleasant Township) es un municipio ubicado en el condado de Monroe en el estado estadounidense de Iowa. En el año 2010 tenía una población de 252 habitantes y una densidad poblacional de 2,72 personas por km².

## Geografía
El municipio de Pleasant se encuentra ubicado en las coordenadas 41°6′29″N 92°42′2″O / 41.10806, -92.70056. Según la Oficina del Censo de los Estados Unidos, el municipio tiene una superficie total de 92.5 km², de la cual 92,18 km² corresponden a tierra firme y (0,35 %) 0,32 km² es agua.

## Demografía
Según el censo de 2010, había 252 personas residiendo en el municipio de Pleasant. La densidad de población era de 2,72 hab./km². De los 252 habitantes, el municipio de Pleasant estaba compuesto por el 98,81 % blancos, el 0,4 % eran asiáticos y el 0,79 % eran de una mezcla de razas. Del total de la población el 0 % eran hispanos o latinos de cualquier raza.